# Idiocera subpruinosa
Idiocera subpruinosa là một loài ruồi trong họ Limoniidae. Chúng phân bố ở miền Cổ bắc.